# کوه گرادینا
کوه گرادینا (به صربی: Gradina) یک کوه در صربستان است که در Serbia / Montenegro واقع شده‌است. کوه گرادینا ۱٬۴۴۶ متر بالاتر از سطح دریا واقع شده‌است.